# Homosexualität in Paraguay

Geografische Lage von Paraguay

Homosexualität wird in Paraguay gesellschaftlich und verfassungsrechtlich tabuisiert. Die enge Verknüpfung von Politik und katholischer Kirche in Paraguay verhindert die Anerkennung von Homosexualität und eine Öffnung für Reformen. Anders als in den Nachbarländern Argentinien und Brasilien ist das Land von einer liberalen Gesetzgebung bezüglich der Gleichberechtigung von Schwulen und Lesben noch sehr weit entfernt.

## Gesetzeslage

Gesetzeslage zu gleichgeschlechtlichen Ehen und Partnerschaften in Südamerika
Gleichgeschlechtliche Ehe
Eingetragene Partnerschaft
Keine Anerkennung
Verfassungsverbot gleichgeschlechtlicher Ehen
Homosexuelle Handlungen illegal

Homosexuelle Handlungen sind in Paraguay seit 1880 legal. Das Schutzalter ist nicht einheitlich. Es liegt bei 17 Jahren für homosexuelle Handlungen und bei 14 Jahren für eheliche heterosexuelle Handlungen und bei Außerehelichen 16 Jahre § 137.
Gleichgeschlechtliche Paare werden staatlicherseits nicht anerkannt. In Paraguay ist weder eine gleichgeschlechtliche Ehe noch eine eingetragene Partnerschaft gesetzlich zugelassen. Die Verfassung von 1992 verankert in Artikel 50 und 51 das Recht, eine Familie zu bilden, egal ob in einer Ehe oder Partnerschaft, einzig als das Recht für Heterosexuelle.
Ein Antidiskriminierungsgesetz zum Schutz der sexuellen Orientierung existiert nicht. 
Seit 2009 erlaubt Paraguay homosexuellen Menschen den Militärdienst.
Nach Öffnung der Ehe im Nachbarland Argentinien kündigte die LGBT-Organisation SOMOSGAY im Juli 2010 ihre Absicht an, einen Gesetzentwurf zur gleichgeschlechtliche Ehe dem Parlament vorzulegen. Die römisch-katholische Kirche, der über 80 % der Bevölkerung angehören, kündigte daraufhin sofort ihren Widerstand gegen ein solches Gesetz an.

## Gesellschaftliche Situation
Paraguay ist nach Bolivien das zweitärmste Land in Südamerika. Die Menschenrechtslage ist schlecht. Es gibt Berichte über Tötungen durch Polizei und Regierungsbeamte, gegen die nicht ermittelt wird sowie über Misshandlungen in den überfüllten Gefängnissen. Politische Einflussnahme durch Korruption in Regierung und Behörden und Ineffizienz in der Justiz sind an der Tagesordnung. Gewalt gegen Frauen, Menschenhandel, Ausbeutung von Kinderarbeit und Verletzungen der Rechte der Arbeitnehmer werden fortgesetzt. Die Diskriminierung von Frauen, Menschen mit Behinderungen, indigener Personen und Homosexueller und Transgender bleibt auch weiterhin ein schwerwiegendes Problem.
Eine kleine LGBT-Community findet sich in der Hauptstadt Asunción.